# Helmut König (Musikherausgeber)
Helmut König (* 15. April 1930 in Bremen; † 27. Mai 2021) war ein deutscher Musikherausgeber und Liedermacher. Von 1968 bis 2001 war er künstlerischer Leiter des Independent-Labels THOROFON. Er betrieb ein eigenes Tonstudio, zuletzt das studio wedemark.

## Leben und Werk
Helmut König studierte von 1950 bis 1955 in Kiel und Göttingen Germanistik und Geschichte für das Lehramt an Höheren Schulen. Danach war er als Verlagsassistent im Bad Godesberger Voggenreiter Verlag tätig, wobei er gleichzeitig an der Bonner Universität studierte. 1957 setzte er sein Studium in Göttingen bei Wolfgang Kayser, Karl Otto Conrady, Karl Bertau, Alfred Heuss, Percy Ernst Schramm u. a. fort. Er studierte nebenbei Philosophie, Pädagogik und Chorleitung.
Im Rahmen der Entwicklungshilfe arbeitete er, entsandt vom Deutschen Akademischen Auslandsdienst, von 1961 bis 1965 als Lektor an der University of Calcutta. 1964 gründete er am dortigen Sanskrit College die Deutsche Abteilung. König war von 1966 bis 1968 Referendar am Studienseminar Göttingen und bis 1990 an verschiedenen Gymnasien in Hessen und Niedersachsen als Gymnasiallehrer tätig.
Im Rahmen seiner Tätigkeit in Indien war König mit Tonfilm- und Tonbandtechnik in Berührung gekommen. Bei seiner Rückkehr 1966 in die BRD erblühte gerade die deutsche Liedermacher-Szene, etwa beim Waldeck-Chansonfestival im Hunsrück. König, der unter seinem Fahrtennamen helm selbst Lieder schrieb und Gedichte vertonte, heuerte als Tontechniker bei der Arbeitsgemeinschaft Burg Waldeck an und konnte viele der Festival-Konzerte auf Band dokumentieren (Grundstock einer 2008 erschienenen 10-CD-Box). Gemeinsam mit seiner Frau Helga und dem Voggenreiter Verlag gründete Helmut König das Schallplattenlabel xenophon. Da beide Königs mittlerweile als Lehrer arbeiteten, fanden Aufnahme-Sessions während der Ferienzeit in verwaisten Klassenräumen statt. Zu den Künstlern, denen die Königs zu ihren allerersten Schallplattenaufnahmen verhalfen, gehören Reinhard Mey, Hannes Wader, Schobert & Black, Walter Hedemann und Christof Stählin. Es erschienen EPs, LPs und Compilations.
Wegen unterschiedlicher Geschäftsmentalitäten überließen die Königs das xenophon-Label 1968 ganz dem Voggenreiter-Verlag (der es schon bald an das Label Intercord weiterverkaufte).
1968 übernahm König stattdessen ein kleines bündisches Schallplattenlabel und gründete daraus zusammen mit Freunden aus der Jungenschaft die eigene Schallplattenfirma THOROFON KG mit Sitz in Darmstadt und ab 1974 in der Gemeinde Wedemark. Als künstlerischer Leiter wollte er jungen, noch unbekannten Künstlern eine Plattform bieten (so veröffentlichte er unter anderem Siegfried Fink, Michael Tröster, den Norddeutschen Figuralchor und das Orlando di Lasso Ensemble), zeitgenössische Musik fördern (unter anderem durch Erstaufnahmen von Bertold Hummel, Alfred Schnittke und Aaron Copland) und zu Unrecht vergessene Werke veröffentlichen. Er gab unter anderem die weltweit erste Einspielung des gesamten Klavierwerks von Max Reger heraus (für die „Editorische Leistung“ erhielt er einen persönlichen ECHO) sowie die Weltersteinspielung des Brecht/Weill-Werks Der Ozeanflug. Besonders beachtet wurde seine Gesamtausgabe des Werkes von Prinz Louis Ferdinand mit der Uraufführung des op. 13, für die er aus den Quellen erst die Partitur erstellen musste. Ferner gab König Ersteinspielungen von Boris Blacher, Hugo Distler und Gerhard Rosenfeld heraus sowie Ersteinspielungen der späten Chorkompositionen und Messen von Jan Dismas Zelenka. Daneben wurden auch Lieder mit Bezug zur Jugendbewegung, Folklore und Chanson herausgegeben, beispielsweise von Peter Rohland und Hai & Topsy. Für seine Editionen erhielt König bzw. THOROFON zahlreiche Auszeichnungen, so mehrmals den Preis der deutschen Schallplattenkritik und den ECHO Klassik (bzw. dessen Vorgänger, den Deutschen Schallplattenpreis) sowie 2007 den Leopold. 2001 verkaufte er sein Musiklabel an BELLA MUSICA.
König schrieb und vertonte zahlreiche Lieder, so zum Beispiel Der Ring wird geschlossen und das Kirchenlied Herre Gott, gehe ein in deinen Frieden. Ab 1985 war er Jurymitglied bei diversen Chorwettbewerben. 1997 wurde er in den Musikbeirat der Deutschen Nationalbibliothek berufen. 1995 wurde er zum Sprecher der International Federation of the Phonographic Industry gewählt und wurde von 1997 bis 2003 in den Vorstand der deutschen Landesgruppe der IFPI berufen. Er war Mitglied der Arbeitsgemeinschaft Burg Waldeck.
Helmut König verstarb am 27. Mai 2021 und hinterließ Frau und zwei erwachsene Kinder. Zuletzt lebte er in Bissendorf-Wietze (Wedemark).

## Zitat
„Er wird in die Aktivitäten der Waldeck-Festivals eingebunden. Was zunächst nur technische Hilfe ist, denn helm König ist in der Aufnahmetechnik den Festivalveranstaltern weit überlegen, wird bald zu einem unverzichtbaren Beitrag. Dass nach Jahrzehnten das Waldeckprogramm noch verfügbar ist, verdanken wir dem Techniker und Aufnahmeleiter helm König.“

## Veröffentlichungen
Neben seinen Label-Veröffentlichungen schrieb König Essays und Fachbeiträge zur Musik für Zeitschriften. Er war ab 1953 zunächst neben Dieter Dorn und Hans Schwark Mitarbeiter und ab 1962 Mitherausgeber der (von Konrad Schilling begründeten und ab 1952 insgesamt als Initiator herausgegebenen dreibändigen) Liedersammlung Der Turm, die im Voggenreiter Verlag (Bad Godesberg) herauskam. Zunächst erschien ab 1956 Turm A (Teilbände 1–5, herausgegeben von Konrad Schilling), ab 1962 Turm A (Mitherausgeber Helmut König) sowie Turm B (Teilbände 6–11, Mitherausgeber Helmut König und Herbert Hoss) und 1966 der von Konrad Schilling, Helmut König und Herbert Hoss herausgegebene Band Der schräge Turm. Er war Mitherausgeber der Liederbücher Der Regenpfeifer (1958) sowie, zusammen mit Paul Rode, der Lieder von Walter Scherf.
Weitere Veröffentlichungen:
- Rote Sterne glühn. Lieder im Dienste der Sowjetisierung. Voggenreiter, Bad Godesberg 1955
- Chanson 67. Chansons und Folklore. Xenophon im Voggenreiter-Verlag, Bad Godesberg 1968
- Rumpelstilzchen. Ballettmusik für einen Erzähler und Orchester. Text: Helmut König. Musik: Herbert Baumann, CD und Heft, Wedemark 2000
- Singen in den Bünden – Der Zupfgeigenhansl und seine Nachfolger. strubb.de (PDF; 141 kB).
- Ueber das Besondere am buendischen Singen. In: Gerhard Neudorf (Schriftleitung): Idee und Bewegung, Ausgabe 82/83–89, 2008–2010; ISSN 1435-8883, buendisches-audio.sankt-pauli.net (PDF; 300 kB).
- Tejos Lieder. Hrsg.: Helmut König und Paul Rode. Verlag der Jugendbewegung, Berlin 2010.
- pitters lieder. Die Lieder von Peter Rohland (Herausgeber). Liedertexte und Noten, inklusive DVD. Baunach 2014, ISBN 978-3-88778-407-2.
- tejo, UNSER SCHIFF und die Jungenschaften 1945 bis 1949 (Herausgeber). Spurbuchverlag, Baunach 2016, ISBN 978-3-88778-448-5.
- helms lieder. Die Lieder von Helmut König. Spurbuchverlag, Baunach 2018, ISBN 978-3-88778-546-8.